# Nikolaï Novikov
Pour les articles homonymes, voir Novikov.
 (mars 2025).
Nikolaï Ivanovitch Novikov (en russe : Николай Иванович Новиков ; ISO 9 : Nikolaj Ivanovič Novikov), né le 27 avril 1744 (8 mai dans le calendrier grégorien) et mort le 31 juillet 1818 (12 août dans le calendrier grégorien), est un philanthrope, éditeur et auteur russe.

## Biographie
Représentatif des  Lumières russes, Novikov visait à élever le niveau culturel et éducatif des Russes. Souvent considéré comme le premier journaliste russe, Novikov appartenait à la génération des Russes qui bénéficièrent de la création de l’université de Moscou en 1755.
Il a pris une part active au Nakaz de 1767, qui cherchait à produire un nouveau code législatif. Inspiré par ce genre d’activité libérales, Novikov a assuré l’édition des Moskovskie vedomosti et a lancé des journaux satiriques sur le modèle de the Tatler et the Spectator anglais. Son attaque des coutumes sociales en place a incité les répliques enjouées de Catherine II, qui créa même son propre journal, intitulé Vsiakaïa vsiatchina, pour commenter ses articles.
Initié dans la franc-maçonnerie en 1775 dans une loge dont on ne connaît pas le nom, il fréquenta la loge Ouranie, et fut un des neuf  membres fondateurs de la loge Astrée de Saint-Pétersbourg. Pratiquant d'abord le rite suédois, il fut vénérable maître de la loge Latona, en 1778. Il reçut le septième grade du rite suédois (Haut Illustre Frère ou Chevalier de l'Est), en 1780. Il organisa la loge secrète Harmonia, en 1782 et rejoignit la Stricte observance templière, dont il fut trésorier du chapitre de la huitième province, avec le nom symbolique de « Eques ab ancora », et président de son directoire. En 1784, il devint membre de la Rose-Croix d'Or, avec le nom symbolique de « Colovion ». Il fut aussi membre du directoire du degré théorique et en 1789 orateur de ce degré à Moscou, pour finalement rejoindre le rite écossais rectifié, où il a pris la direction des CBCS. Il ne participa pas aux travaux des loges du XIXe siècle, même s'il garda des liens avec leurs membres et s'il figure dans les listes de membres de la loge Le Sphynx mourant. Dès 1788, il lance le mouvement martiniste à Moscou et Saint-Pétersbourg.  
Ses livres étaient notamment distribués par le libraire Matveï Glazounov. L’avènement de la Révolution française changea du tout au tout l’attitude de Catherine la Grande envers les inclinations de Novikov. Son imprimerie fut confisquée en avril 1792. Il fut amnistié par Paul Ier de Russie dès le premier jour de son règne.